# 周守訓
周守訓（Justin Chou，1966年8月27日—），中國國民黨籍臺北市政治人物、電影導演、佛教正德電視台總經理，曾任立法委員，並活躍於台灣影視界，連任失利後也擔任過電影《港都》的導演，亦曾在中國電視公司和TVBS擔任新聞主播、記者，目前擔任國民黨智庫「國家政策研究基金會」執行長、台灣一帶一路經貿促進協會常務理事。

## 經歷
世界新聞專科學校（世新大學前身）三專部畢業後，考取中山獎學金傳播類組第一名，取得美国爱默生学院傳播學碩士、康奈尔大学政策分析暨管理博士，曾任職西北航空服務員。呆呆熊合唱團曾經參加台視《五燈獎》（民歌團體演唱比賽），並入圍第二屆金曲獎最佳演唱組獎（最後東方快車合唱團獲獎），周守訓因此打響了個人知名度。
後在多家電視台擔任記者和新聞主播，在中國電視公司擔任主播及記者，在TVBS擔任主播及製作人。2000年中華民國總統選舉期間，負責播報TVBS零時向海外及香港、澳門播放的整點新聞。
2004年中華民國總統選舉期間為候選人連戰、宋楚瑜的競選總部發言人，一度出任中國國民黨發言人。年底角逐立法委員選舉，當時周守訓推出模仿周星馳《赌侠》電影的競選影片，順利當選。2008年於綠大於藍的臺北市士林（社子、劍潭、後港）大同選區大敗尋求連任的王世堅，兩個行政區全數攻下大勝一萬餘票，讓中國國民黨在臺北市「八仙過海」。
在2012年中華民國立法委員選舉中，周守訓於士林未能取得過半票數，綠大於藍的大同區則輸了四千餘票，終以3,110票的微小差距敗給民主進步黨提名的姚文智，挑戰三連霸失利，是立委生涯的第一場敗仗，也讓民進黨在立委選區改制後在台北市出現首位黨籍立委。
2012年10月19日，威剛科技召開董事會，通過由周守訓任威剛副董事長。2017年6月15日，周守訓辭任威剛科技副董事長。
2020年2月26日，代理主席林榮德提出由周守訓代理考核紀律委員會主任委員，並獲得中常會通過。
2020年5月5日，任中國國民黨智庫「國家政策研究基金會」執行長。

## 個人生活
周守訓的妻子汪用和為前台視、年代新聞台主播，夫妻因不孕症導致十年求子未果；妻妹汪用中曾參加中國國民黨（大安區文山區）台北市議員黨内初選，最终初選落敗未能獲得提名。

## 政治生涯

### 立委任期評比
- 2011第七屆第六會期財督盟立委評比國防外交第一名[7]
- 2011公督盟立法委員評鑑：第七屆第三會期外交及國防委員會[8]
- 2011公督盟第七屆第五會期外交及國防委員會第一名[9]
- 2011公督盟第七屆第五會期外交及國防委員會第一名[10]
- 2011第七屆第六會期外交及國防委員會第二名[11]
- 2011第七屆第七會期外交及國防委員會第二名[12]

## 選舉紀錄
| 年度 | 選舉屆數           | 選舉區           | 所屬政黨   | 得票數 | 得票率 | 當選標記     | 備註 |
| ---- | ------------------ | ---------------- | ---------- | ------ | ------ | ------------ | ---- |
| 2004 | 第六屆立法委員選舉 | 臺北市第二選舉區 | 中國國民黨 | 49,231 | 8.37%  |              |      |
| 2008 | 第七屆立法委員選舉 | 臺北市第二選舉區 | 中國國民黨 | 81,386 | 52.40% | 本屆選制更改 |      |
| 2012 | 第八屆立法委員選舉 | 臺北市第二選舉區 | 中國國民黨 | 96,119 | 48.48% |              |      |

## 演藝生涯

### 音樂作品

#### 專輯
| 順序 | 資料                                           | 曲目列表 |
| ---- | ---------------------------------------------- | --- |
| 1st  | 《青年樣本》 - 發行日：1990年 - 唱片公司：歌林 | 曲目 1. 表白 2. 超越自己 3. 熾熱的夜裡 4. 學生記事本 5. 真心追求 6. 我愛她 7. 年輕有夢 8. 美麗時空 9. 愛情 10. 溫柔的心和我的情 |

### 演出作品

#### 電視電影
- 1986年 公視單元劇《愛的進行式》

#### MV
- 1987年 鄭怡〈心情〉
- 1988年 張雨生〈以為你都知道〉

#### 導演
- 2013年 《港都》

## 出版著作
| 年份           | 書名 | 出版社       | ISBN               |
| 1996年第一版   | 《做自己的英雄》                                                                                            | 希代書版     | ISBN 9578084420    |
| 2004年初版     | 《敢夢、敢做、敢當：一本書的時間，一個夢想成真的機會》（Dares the dream, to dare to do, dares to work as.） | 咖啡田文化館 | ISBN 986752442X    |
| 2005年10月初版 | 《成為說話贏家：說話高手後天養成三部曲》                                                                    | 悅智文化館   | ISBN 9868164303    |
| 2016年2月初版  | 《放棄的勇氣：勇敢改變現狀、突破框架，人生才能贏更多》                                                      | 時報出版     | ISBN 9789571364896 |

## 爭議

### 向檢察總長關說馬英九所涉司法案件
2007年8月16日，就在檢察官侯寬仁要不要對馬英九特別費官司提起上訴的敏感時刻，國民黨立院黨團由政策會執行長曾永權帶隊，包括該黨團書記長徐少萍、立委潘維剛、曹爾忠、周守訓等，赴最高檢察署拜會檢察總長陳聰明，當著鏡頭直接對總長提出要求侯寬仁不要上訴該黨總統候選人馬英九。潘維剛宣稱：「侯寬仁檢察官不該再上訴，是否上訴，檢察總長應該負起整個法律見解，一致性的擔當。」國民黨的護馬大動作，綠營痛批是干預司法、無恥無法，民進黨立委謝欣霓說「國民黨才可以這麼汗顏無恥！到陳聰明檢察總長那邊給他施以政治壓力。」

## 外部連結
- 周守訓的Facebook專頁 （页面存档备份，存于）